# Червоногірська вулиця (Мелітополь)
Червоногірська вулиця — вулиця в Мелітополі. Починається виїздом з Підгірної вулиці, йде на північних схід паралельно Підгірній вулиці і закінчується на околиці міста. Забудована приватними будинками.

## Назва
Назва вулиці пов'язана з історичною місцевістю Мелітополя Червона Гірка.

## Історія
Рішення про найменування новопрорізаної вулиці було прийнято 15 березня 1957 року.